# جاویاو
جاویاو (به لاتین: Gaoyou) یک county-level city در جمهوری خلق چین است که در یانگژو واقع شده‌است.

## خصوصیات
جاویاو ۱٬۹۶۳ کیلومترمربع مساحت و ۸۳۰٬۰۰۰ نفر جمعیت دارد.